# Carmen Lomana
María del Carmen Fernández de Lomana Gutiérrez (Lleó, 1948), coneguda com a Carmen Lomana, és una empresària i col·leccionista de moda espanyola. També ha fet diverses aparicions en tertúl·lies televisives. El 1999 enviduà del dissenyador industrial d'origen xilè Guillermo Capdevila. Va saltar a la fama televisiva per les seves aparicions a la premsa del cor espanyola. Es va presentar com a número tres al Senat amb Vox a les eleccions generals espanyoles de 2015.